# Isidorus van Sevilla
Isidorus van Sevilla (Cartagena, 560 - Sevilla, 4 april 636), ook wel Isidoor genoemd, was aartsbisschop van Sevilla en encyclopedieschrijver. Hij geldt als de beschermheilige van de studenten, de catalogus, de encyclopedie en het internet. Zijn feestdag is 4 april. Isidorus werd heilig verklaard in 1598. In 1722 werd hij verheven tot kerkleraar.

## Leven
Isidorus, geboren in Cartagena, was de zoon van Severianus en Theodora en leefde in Spanje in de vroege middeleeuwen. Zijn familie leverde verschillende belangrijke geestelijken, zoals zijn broers Leander en Fulgentius, beiden bisschop, en zijn zuster Florentina die talrijke kloosters stichtte. Hij volgde zijn broer Leander op als aartsbisschop van Sevilla. Zijn broer Fulgentius was bisschop van Astigi.
Isidorus was bisschop in de roerige tijd na de val van het West-Romeinse Rijk. Hij probeerde de Gotische cultuur van de Visigoten, die Spanje sinds de Grote Volksverhuizing beheersten, met de overgeleverde cultuur van het Romeinse Rijk en de christelijke leer te combineren. Ook roeide hij de laatste resten uit van het arianisme, nadat hij de Visigotische koning Reccared I had bekeerd tot het katholicisme. Hij nam prominent deel aan het concilie van Sevilla in 619 en het Vierde Concilie van Toledo in 633. Tijdens dit laatste concilie stelde hij de oprichting van seminaries bij de Spaanse kathedralen verplicht. Grieks, Hebreeuws en de vrije kunsten maakte hij daar tot verplichte vakken, terwijl hij rechten en medicijnen aanmoedigde. Hij is daarmee voor een groot deel verantwoordelijk voor het behoud van de kennis van de klassieken in Spanje.

## Encyclopedist
Isidorus schreef meerdere boeken, maar is vooral bekend als de eerste samensteller van een encyclopedie, de twintigdelige Etymologiae. Andere geschriften van Isidorus zijn biografische woordenboeken, synoniemenwoordenboeken (De differentiis verborum, De differentiis rerum, Synonyma) en kronieken (Chronicon). Daarnaast verschenen theologische, taalkundige en natuurhistorische werken van zijn hand. Zijn encyclopedie was gedurende de middeleeuwen zeer populair en werd talloze malen gekopieerd. Er zijn nog vele handschriften van bewaard gebleven.

## Beschermheilige
Isidorus is vanwege zijn encyclopedisch werk de beschermheilige van de catalogus, de encyclopedie en sinds 2005 het internet. Volgens Andrea Marcolongo, in haar boek De geniale taal, pag. 72, benoemde paus Johannes Paulus II in 2002 Isidorus tot beschermheilige van het internet. Hij wordt afgebeeld met een inktpot, een ganzenveer en een boek. Soms draagt hij vanwege zijn prediking een bijenkorf bij zich.

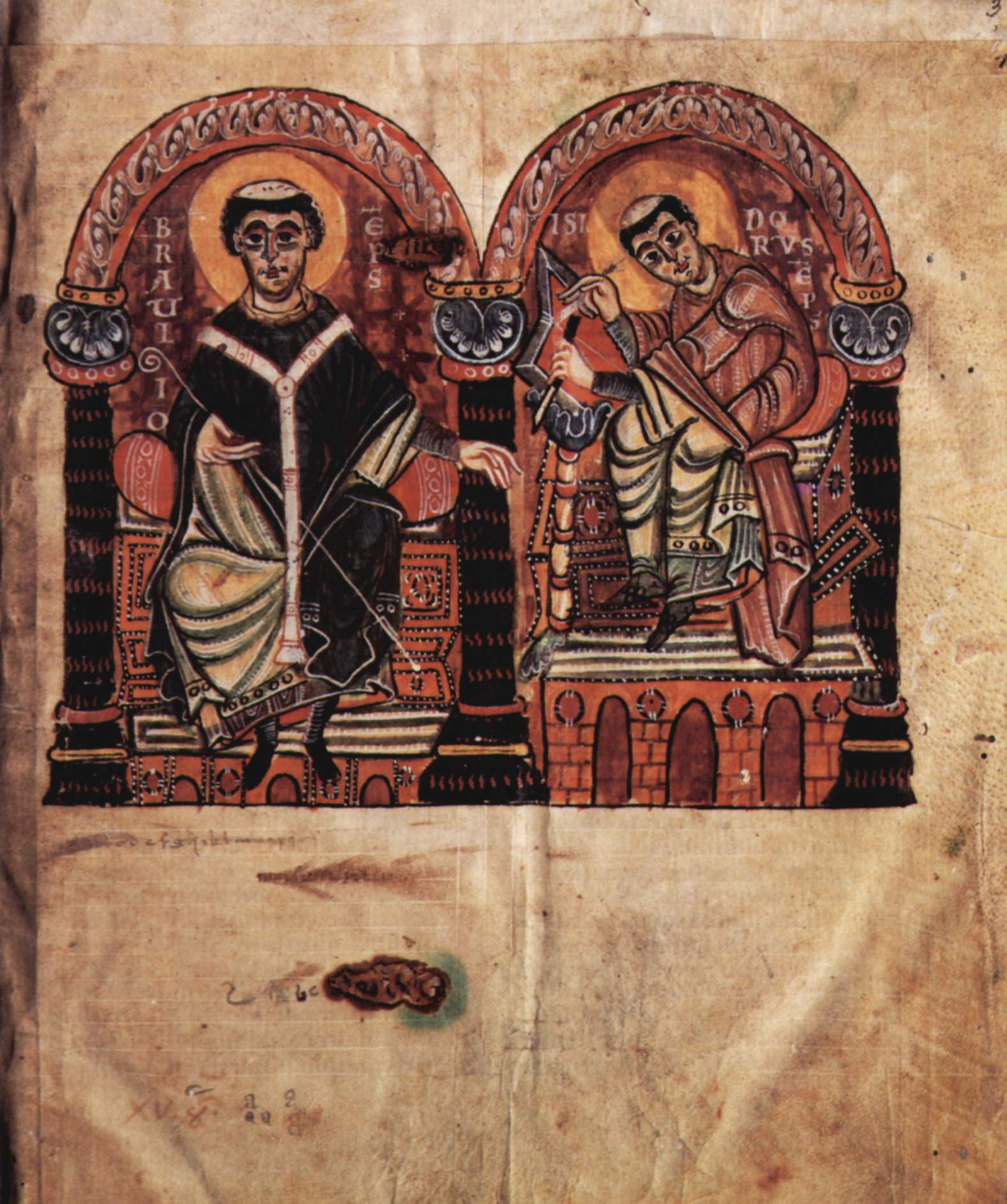
Sint Isidorus en bisschop Braulio van Zaragoza

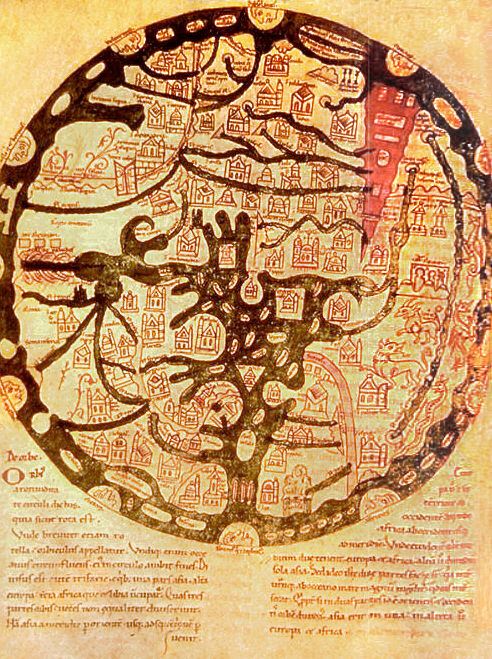
Wereldkaart (mappamundi) van Isidorus. De rode driehoek is de Rode Zee.

## Werken
- Etymologiarum libri viginti
- De natura rerum
- Sententiarum libri tres
- De ecclesiasticis officiis
- Regula monachum
- De ordine creaturarum
- Differentiae
- De fide catholica contra Iudaeos
- Synonymorum
- Chronica maiora
- Historia de regibus Gothorum, Vandalorum et Suevorum
- Questiones in vetus testamentum
- De ortu et obitu patrum
- De viris illustribus

## Vernoemingen
- Saint Isidore's in Colorado, VS.
- Sint-Isidoruskerk (Utrecht), een voormalige parochiekerk, thans een rouwcentrum.